# Élections sénatoriales américaines de 2020
Les élections sénatoriales américaines de 2020 (en anglais : 2020 United States Senate elections) ont lieu le 3 novembre 2020 afin de renouveler pour six ans 35 des 100 sièges du Sénat, la chambre haute du Congrès des États-Unis. Sur ce total, 33 sièges dits de « classe 2 » sont renouvelés de manière ordinaire, tandis que les deux autres sont dus à des élections partielles en Arizona et en Géorgie. 
Le même jour se tiennent plusieurs élections, dont notamment l'élection présidentielle et les élections à la Chambre des représentants.
Malgré un basculement attendu en faveur des démocrates, les élections ne voient qu'une poignée de sièges changer de main. L'élection du démocrate John Hickenlooper et celle du démocrate Mark Kelly à la partielle organisée dans l'Arizona sont en partie contrebalancées par la victoire du républicain Tommy Tuberville en Alabama, le Grand Old Party disposant avant le scrutin d'une majorité de trois sièges. 
La victoire de Joe Biden à la présidentielle assure néanmoins à sa colistière et future vice-présidente Kamala Harris la présidence du Sénat, permettant aux démocrates d'obtenir la majorité absolue en cas d'égalité parfaite des deux principales formations et leurs alliés. Les deux second tours organisés le 5 janvier 2021 en Géorgie entre candidats démocrates et républicains prennent ainsi une importance décisive, les démocrates ayant besoin de les remporter tous les deux pour décrocher le contrôle de la chambre haute. Leur double victoire à ces second tours entraîne une alternance avec le basculement de la chambre sous contrôle démocrate. Plusieurs analystes et républicains blâment Donald Trump et ses tentatives pour renverser le résultat de l'élection présidentielle ayant sapé les victoires sénatoriales en Géorgie et donc le contrôle de la chambre,.

## Contexte
Avant les élections, les républicains disposaient de 53 sénateurs, contre 45 pour les démocrates et deux indépendants apparentés à ces derniers. Sur les 35 sièges à renouveler, 23 sont occupés par des républicains et 12 par les démocrates. Lors des précédentes élections de cette classe, en 2014, les républicains avaient conquis neuf sièges démocrates.

## Système électoral

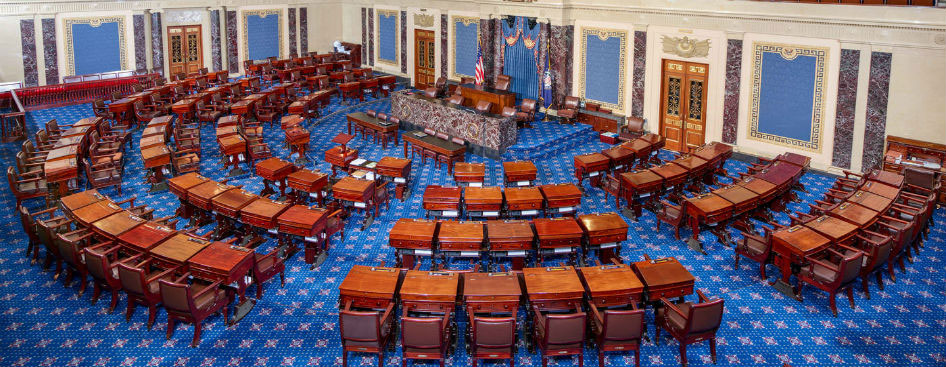
Intérieur du Sénat à Washington.

Le Sénat des États-Unis est la chambre haute de son parlement bicaméral. Il est composé de 100 sièges pourvus pour six ans mais renouvelés au tiers tous les deux ans au suffrage universel direct. Chacun des cinquante États des États-Unis se voit attribuer deux sénateurs, qui, sauf cas exceptionnel, ne sont pas renouvelés au cours du même scrutin. Tous les États ont recours au scrutin uninominal majoritaire à un tour, à l'exception du Maine qui utilise le vote alternatif, et de la Louisiane et de la Géorgie, qui utilisent le scrutin uninominal majoritaire à deux tours, avec des seconds tours éventuels respectivement le 5 décembre 2020 et le 5 janvier 2021. 
Les candidats doivent être âgés d'au moins trente ans, avoir la citoyenneté américaine depuis au moins neuf ans, et résider dans l'État où ils se présentent.
Un total de 33 sièges de sénateurs étaient normalement à pourvoir en 2020, avant que deux sièges ne s'y ajoutent finalement en raison d'élections partielles en Arizona et en Géorgie, respectivement à la suite du décès de John McCain et à la démission de Johnny Isakson, pour raisons de santé. Le retrait de ce dernier conduit ainsi la Géorgie à renouveler ses deux sénateurs simultanément. Les sénateurs élus lors de ces élections spéciales ne le sont cependant que pour le restant de la durée du mandat de leur prédécesseurs, soit jusqu'en janvier 2023. 
Le mandat des 35 sénateurs élus en 2020 débutera le 3 janvier 2021, pour finir le 3 janvier 2027 pour les 33 sénateurs élus de manière ordinaire.

## Campagne
Un basculement du Sénat vers une majorité démocrate est jugé très probable par les instituts de sondage.

## Résultats nationaux
|        |                          |            |       |             |        |        |             |               |  |
| Partis | Partis                   | Voix       | %     | Sièges      | Sièges | Sièges | Sièges      | Sièges        |  |
| Partis | Partis                   | Voix       | %     | Total avant | En jeu | Élus   | Total après | +/-           |  |
|        | Parti républicain        | 39 834 647 | 49,29 | 53          | 23     | 20     | 50          | 3             |  |
|        | Parti démocrate          | 38 011 916 | 47,03 | 45          | 12     | 15     | 48          | 3             |  |
|        | Parti libertarien        | 1 454 128  | 1,80  | 0           | 0      | 0      | 0           | en stagnation |  |
|        | Parti vert               | 258 348    | 0,03  | 0           | 0      | 0      | 0           | en stagnation |  |
|        | Parti de la Constitution | 110 851    | 0,14  | 0           | 0      | 0      | 0           | en stagnation |  |
|        | Autres partis            | 794 479    | 0,98  | 0           | 0      | 0      | 0           | en stagnation |  |
|        | Indépendants             | 255 768    | 0,32  | 2           | 0      | 0      | 2           | en stagnation |  |
|        | Candidat par écrit       | 100 946    | 0,12  | 0           | 0      | 0      | 0           | en stagnation |  |
|        |                          |            |       |             |        |        |             |               |  |
| Total  | Total                    | 80 821 083 | 100   | 100         | 35     | 35     | 100         | en stagnation |  |

## Situation par État
Aucun candidat n'ayant réunis la majorité absolue en Géorgie, les deux sièges de sénateurs de cet état sont en jeu lors d'un second tour organisé le 5 janvier 2021 entre les candidats républicains et démocrates.
| État                 | Sortant  | Sortant              | Sortant     | Sortant | Élu      | Élu                  | Élu         |
| État                 | Sénateur | Sénateur             | Parti       | Élu en  | Sénateur | Sénateur             | Parti       |
| -------------------- | -------- | -------------------- | ----------- | ------- | -------- | -------------------- | ----------- |
| Alabama              |          | Doug Jones           | Démocrate   | 2017    |          | Tommy Tuberville     | Républicain |
| Alaska               |          | Dan Sullivan         | Républicain | 2014    |          | Dan Sullivan         | Républicain |
| Arizona (partielle)  |          | Martha McSally       | Républicain | 2019    |          | Mark Kelly           | Démocrate   |
| Arkansas             |          | Tom Cotton           | Républicain | 2014    |          | Tom Cotton           | Républicain |
| Caroline du Nord     |          | Thom Tillis          | Républicain | 2014    |          | Thom Tillis          | Républicain |
| Caroline du Sud      |          | Lindsey Graham       | Républicain | 2002    |          | Lindsey Graham       | Républicain |
| Colorado             |          | Cory Gardner         | Républicain | 2014    |          | John Hickenlooper    | Démocrate   |
| Dakota du Sud        |          | Mike Rounds          | Républicain | 2014    |          | Mike Rounds          | Républicain |
| Delaware             |          | Chris Coons          | Démocrate   | 2010    |          | Chris Coons          | Démocrate   |
| Géorgie              |          | David Perdue         | Républicain | 2014    |          | Jon Ossoff           | Démocrate   |
| Géorgie (partielle)  |          | Kelly Loeffler       | Républicain | 2019    |          | Raphael Warnock      | Démocrate   |
| Idaho                |          | Jim Risch            | Républicain | 2008    |          | Jim Risch            | Républicain |
| Illinois             |          | Dick Durbin          | Démocrate   | 1996    |          | Dick Durbin          | Démocrate   |
| Iowa                 |          | Joni Ernst           | Républicain | 2014    |          | Joni Ernst           | Républicain |
| Kansas               |          | Pat Roberts          | Républicain | 1996    |          | Roger Marshall       | Républicain |
| Kentucky             |          | Mitch McConnell      | Républicain | 1984    |          | Mitch McConnell      | Républicain |
| Louisiane            |          | Bill Cassidy         | Républicain | 2014    |          | Bill Cassidy         | Républicain |
| Maine                |          | Susan Collins        | Républicain | 1996    |          | Susan Collins        | Républicain |
| Massachusetts        |          | Ed Markey            | Démocrate   | 2013    |          | Ed Markey            | Démocrate   |
| Michigan             |          | Gary Peters          | Démocrate   | 2014    |          | Gary Peters          | Démocrate   |
| Minnesota            |          | Tina Smith           | Démocrate   | 2018    |          | Tina Smith           | Démocrate   |
| Mississippi          |          | Cindy Hyde-Smith     | Républicain | 2018    |          | Cindy Hyde-Smith     | Républicain |
| Montana              |          | Steve Daines         | Républicain | 2014    |          | Steve Daines         | Républicain |
| Nebraska             |          | Ben Sasse            | Républicain | 2014    |          | Ben Sasse            | Républicain |
| New Hampshire        |          | Jeanne Shaheen       | Démocrate   | 2008    |          | Jeanne Shaheen       | Démocrate   |
| New Jersey           |          | Cory Booker          | Démocrate   | 2013    |          | Cory Booker          | Démocrate   |
| Nouveau-Mexique      |          | Tom Udall            | Démocrate   | 2008    |          | Ben Ray Luján        | Démocrate   |
| Oklahoma             |          | Jim Inhofe           | Républicain | 1994    |          | Jim Inhofe           | Républicain |
| Oregon               |          | Jeff Merkley         | Démocrate   | 2008    |          | Jeff Merkley         | Démocrate   |
| Rhode Island         |          | Jack Reed            | Démocrate   | 1996    |          | Jack Reed            | Démocrate   |
| Tennessee            |          | Lamar Alexander      | Républicain | 2002    |          | Bill Hagerty         | Républicain |
| Texas                |          | John Cornyn          | Républicain | 2002    |          | John Cornyn          | Républicain |
| Virginie             |          | Mark Warner          | Démocrate   | 2008    |          | Mark Warner          | Démocrate   |
| Virginie-Occidentale |          | Shelley Moore Capito | Républicain | 2014    |          | Shelley Moore Capito | Républicain |
| Wyoming              |          | Mike Enzi            | Républicain | 1996    |          | Cynthia Lummis       | Républicain |

## Liste des élections par État

### Alabama
Le démocrate sortant Doug Jones a été élu lors d'une élection partielle en 2017, battant de peu le candidat républicain Roy Moore. Jones est candidat pour son premier mandat complet en tant que sénateur.
L'ancien entraîneur-chef de football de l'université d'Auburn, Tommy Tuberville, a battu l'ancien sénateur et procureur général Jeff Sessions lors d'un second tour le 14 juillet pour obtenir l'investiture républicaine. Sessions a occupé le siège jusqu'en 2017, date à laquelle il a démissionné pour devenir procureur général de l'administration Trump.
Le candidat républicain de 2017 Roy Moore, l'évangéliste Stanley Adair, le représentant Bradley Byrne, le représentant de l'État Arnold Mooney et l'activiste communautaire Ruth Page Nelson ont été vaincus lors de la primaire républicaine du 3 mars.
L'Alabama est l'un des États les plus républicains du pays et la victoire de Jones était en partie due à des allégations d'agression sexuelle contre Moore lors des élections spéciales. La plupart des analystes s'attendent à ce que le siège revienne au contrôle du Parti républicain alors que Jones fait face à une opposition beaucoup plus forte de Tuberville. Malgré quelques sondages concurrentiels, de nombreux membres du Parti démocrate considèrent le siège de Jones comme une cause perdue.
Le 3 novembre, Doug Jones est battu par Tommy Tuberville.
| Candidats                | Candidats                | Partis                   | Voix      | %     |
| ------------------------ | ------------------------ | ------------------------ | --------- | ----- |
|                          | Tommy Tuberville         | Républicain              | 1 379 222 | 60,21 |
|                          | Doug Jones               | Démocrate                | 907 484   | 39,62 |
|                          | Candidat write-in        | Candidat write-in        | 3 836     | 0,17  |
|                          |                          |                          |           |       |
| Votes valides            | Votes valides            | Votes valides            | 2 290 542 | 99,30 |
| Votes blancs et nuls     | Votes blancs et nuls     | Votes blancs et nuls     | 16 045    | 0,70  |
| Total                    | Total                    | Total                    | 2 306 587 | 100   |
| Abstention               | Abstention               | Abstention               | 1 402 217 | 37,81 |
| Inscrits / participation | Inscrits / participation | Inscrits / participation | 3 708 804 | 62,19 |

### Alaska
Le républicain Dan Sullivan a été élu en 2014, battant le démocrate sortant Mark Begich. Il se présente pour un second mandat.
Les candidats démocrates potentiels comprenaient Begich, qui était le candidat démocrate au poste de gouverneur de l'Alaska en 2018, et le maire d'Anchorage Ethan Berkowitz, qui était le candidat démocrate au poste de gouverneur de l'Alaska en 2010. Un démocrate, Edgar Blatchford, a déposé sa candidature avant le 1er juin. 
Le 2 juillet 2019, Al Gross, chirurgien orthopédiste et pêcheur, a déclaré sa candidature en tant qu'indépendant. Dans une primaire conjointe pour le Parti démocrate, le Parti libertarien et le Parti de l'indépendance de l'Alaska, il a remporté l'investiture en tant qu'indépendant soutenu par le Parti démocrate.
Sullivan a battu Gross de 13,7 points.
Le 3 novembre, Dan Sullivan est réélu.
| Candidats                | Candidats                | Partis                   | Voix    | %     |
| ------------------------ | ------------------------ | ------------------------ | ------- | ----- |
|                          | Dan Sullivan             | Républicain              | 191 112 | 53,90 |
|                          | Al Gross                 | Indépendant              | 146 068 | 41,19 |
|                          | John Wayne Howe          | Indépendance alaskaine   | 16 806  | 4,74  |
|                          | Candidat write-in        | Candidat write-in        | 601     | 0,17  |
|                          |                          |                          |         |       |
| Votes valides            | Votes valides            | Votes valides            | 354 587 | 98,14 |
| Votes blancs et nuls     | Votes blancs et nuls     | Votes blancs et nuls     | 6 704   | 1,86  |
| Total                    | Total                    | Total                    | 361 291 | 100   |
| Abstention               | Abstention               | Abstention               | 234 356 | 39,34 |
| Inscrits / participation | Inscrits / participation | Inscrits / participation | 595 647 | 60,66 |

### Arizona (partielle)
Le républicain John McCain a été réélu en 2016, mais est décédé en fonction le 28 août 2018. Le gouverneur républicain Doug Ducey a nommé l'ancien sénateur Jon Kyl pour occuper le siège temporairement. Après que Kyl ait démissionné à la fin de l'année, Ducey a nommé la représentante américaine sortante Martha McSally pour le remplacer. McSally se présente aux élections spéciales de 2020 pour remplir les deux dernières années du mandat. 
L'astronaute à la retraite Mark Kelly a remporté l'investiture démocrate. 
Autrefois un État solidement républicain, l'Arizona a eu une tendance plus violette ces dernières années. La républicaine sortante Martha McSally a été nommée au siège de feu John McCain deux mois après avoir perdu l'élection du Sénat américain de l'Arizona en 2018 face au démocrate Kyrsten Sinema. Son adversaire démocrate, l'astronaute Mark Kelly (qui est marié à l'ancienne représentante Gabrielle Giffords), a collecté beaucoup plus d'argent et la mène généralement de 5 à 15 points dans les sondages. McSally souffre également de faibles taux d'approbation en raison de sa forte allégeance à Trump, qui est impopulaire en Arizona malgré sa victoire de 3,5 points dans l'État en 2016.
Le 3 novembre, Martha McSally est battue par Mark Kelly.
| Candidats                | Candidats                | Partis                   | Voix      | %     |
| ------------------------ | ------------------------ | ------------------------ | --------- | ----- |
|                          | Mark Kelly               | Démocrate                | 1 716 467 | 51,16 |
|                          | Martha McSally           | Républicain              | 1 637 661 | 48,81 |
|                          | Candidat write-in        | Candidat write-in        | 1 189     | 0,03  |
|                          |                          |                          |           |       |
| Votes valides            | Votes valides            | Votes valides            | 3 355 317 | 98,09 |
| Votes blancs et nuls     | Votes blancs et nuls     | Votes blancs et nuls     | 65 248    | 1,91  |
| Total                    | Total                    | Total                    | 3 420 565 | 100   |
| Abstention               | Abstention               | Abstention               | 860 736   | 20,10 |
| Inscrits / participation | Inscrits / participation | Inscrits / participation | 4 281 301 | 79,90 |

### Arkansas
Le républicain Tom Cotton a été élu en 2014 après avoir passé deux ans à la Chambre des représentants des États-Unis, battant le sénateur démocrate sortant Mark Pryor par une marge confortable. Cotton est candidat pour un deuxième mandat.
Joshua Mahony, le candidat démocrate pour 2018 au Congrès dans le 3e district de l'Arkansas, a déposé sa candidature à l'investiture démocrate, mais a abandonné juste après la date limite de dépôt. Aucun autre démocrate n'a déposé de candidature dans les délais de dépôt. Le militant progressiste Dan Whitfield s'est présenté comme indépendant mais a suspendu sa campagne le 1er octobre 2020, après avoir échoué à se qualifier pour le scrutin. 
Le missionnaire chrétien Ricky Dale Harrington Jr. se présente comme candidat libertarien.
Le 3 novembre, Tom Cotton est réélu.

### Caroline du Nord
Le républicain Thom Tillis a été élu en 2014 après avoir passé huit ans à la Chambre des représentants de l'État, battant de justesse le démocrate sortant Kay Hagan. Il a été confronté à un défi principal de trois candidats différents.
La sénatrice d'État Erica D. Smith, le commissaire du comté de Mecklenburg Trevor Fuller et l'ancien sénateur d'État Cal Cunningham se sont présentés à l'investiture démocrate.
Le 3 mars 2020, Tillis et Cunningham ont remporté les primaires de leurs partis. 
Le Parti libertarien et le Parti de la Constitution ont des candidats au scrutin général.
Tillis est devenu impopulaire parmi les républicains centristes et conservateurs en raison de son soutien incohérent à Trump. Il souffre également d'une faible notoriété, et la Caroline du Nord a une tendance plus violette, élisant un gouverneur démocrate en 2016. Tillis affronte le démocrate Cal Cunningham aux élections générales. Cunningham mène légèrement dans les sondages. 
Le 3 novembre, Thom Tillis est réélu.

### Caroline du Sud
Le républicain Lindsey Graham a été réélu en 2014 et brigue un quatrième mandat. Il a vaincu trois candidats à la primaire républicaine du 9 juin.
Après l'abandon de ses principaux opposants, l'ancien président du Parti démocrate de Caroline du Sud, Jaime Harrison, n'a pas eu d'adversaire dans sa course à l'investiture démocrate.
Bill Bledsoe remporte l'investiture du Parti de la Constitution. Le 1er octobre 2020, Bledsoe abandonne la course et soutient Graham, mais il reste sur le bulletin de vote comme l'exige la loi de l'État.
Malgré la tendance républicaine significative de l'État, les sondages indiquent que l'élection du Sénat est compétitive, avec un scrutin d'été allant d'une égalité à un avantage modeste pour Graham. La popularité de Graham a baissé en raison de sa relation étroite avec Trump, renversant sa critique ouverte de Trump lors de la campagne de 2016.
Le 3 novembre, Lindsey Graham est réélu.

### Colorado
Le républicain Cory Gardner a été élu en 2014 après avoir passé quatre ans à la Chambre des représentants des États-Unis, battant de justesse le démocrate sortant Mark Udall. Gardner brigue un deuxième mandat.
L'ancien gouverneur du Colorado, John Hickenlooper, est le candidat démocrate et mène généralement de 10 à 20 points dans les sondages, de nombreux experts le considérant déjà comme le favori. Gardner est le seul responsable républicain du Colorado à l'échelle de l'État, et l'État autrefois violet a tendance à devenir de plus en plus démocrate depuis la victoire étroite de Gardner en 2014. Gardner a également de faibles taux d'approbation en raison de sa forte allégeance au président Donald Trump, qui a perdu le Colorado en 2016 contre Hillary Clinton, de 4,9 %. Hickenlooper a également collecté beaucoup plus d'argent que Gardner.
Le 3 novembre, Cory Gardner est battu par John Hickenlooper.

### Dakota du Sud
Le républicain Mike Rounds a été élu en 2014 après avoir servi deux mandats en tant que gouverneur du Dakota du Sud. Il a été confronté à un défi principal du représentant de l'État Scyller Borglum.
L'ancien représentant de l'État du Dakota du Sud, Dan Ahlers, n'avait pas d'adversaire à la primaire démocrate.
Un candidat indépendant (Clayton Walker) s'est présenté, mais n'a pas réussi à se qualifier.
Le 3 novembre, Mike Rounds est réélu.

### Delaware
Le démocrate Christopher Coons a été réélu en 2014 ; il a pris ses fonctions pour la première fois après avoir remporté une élection partielle de 2010, qui a eu lieu après que le sénateur de longue date Joe Biden a démissionné pour devenir vice-président des États-Unis. Il a été confronté à un défi majeur de la part de la directrice de la technologie Jessica Scarane. La militante conservatrice Lauren Witzke et l'avocat Jim DeMartino se sont présentés à l'investiture républicaine. La primaire du Delaware a eu lieu le 15 septembre 2020.
Le 3 novembre, Chris Coons est réélu.

### Géorgie

#### Ordinaire
Le républicain David Perdue a été élu en 2014. Il brigue un second mandat.
L'ancien maire de Columbus Teresa Tomlinson et la candidate au lieutenant-gouverneur en 2018 Sarah Riggs Amico ont perdu la nomination démocrate au profit de l'ancien candidat au Congrès Jon Ossoff, un producteur de films documentaires et journaliste d'investigation. (Parmi les autres candidats démocrates potentiels qui ne se sont pas présentés, figuraient l'ancien sénateur d'État Jason Carter et le représentant de l'État Scott Holcomb) Le républicain sortant David Perdue affronte Jon Ossoff, qui a remporté la reconnaissance de son nom national tout en perdant la course à la Chambre la plus chère de l'histoire des États-Unis en 2017.
Le scrutin, qui prend la forme en Géorgie d'une Primaire ouverte non partisane à deux tours, a lieu le 3 novembre. Aucun candidat ne remporte la majorité absolue des suffrages. David Perdue et Jon Ossoff étant arrivés en tête, un second tour a lieu le 5 janvier 2021 pour les départager.
| Candidats                | Candidats                | Partis                   | Premier tour | Premier tour | Second tour | Second tour |
| Candidats                | Candidats                | Partis                   | Voix         | %            | Voix        | %           |
| ------------------------ | ------------------------ | ------------------------ | ------------ | ------------ | ----------- | ----------- |
|                          | Jon Ossoff               | Démocrate                | 2 374 519    | 47,95        | 2 257 118   | 50,53       |
|                          | David Perdue             | Républicain              | 2 462 617    | 49,73        | 2 209 776   | 49,47       |
|                          | Shane T. Hazel           | Libertarien              | 115 039      | 2,32         |             |             |
|                          |                          |                          |              |              |             |             |
| Votes valides            | Votes valides            | Votes valides            | 4 952 175    |              | 4 466 894   |             |
| Votes blancs et nuls     |                          |                          |              |              |             |             |
| Total                    | Total                    | Total                    |              | 100          |             | 100         |
| Abstention               |                          |                          |              |              |             |             |
| Inscrits / participation | Inscrits / participation | Inscrits / participation | 7 233 584    |              |             |             |

#### Partielle
Le sénateur Johnny Isakson a annoncé qu'il démissionnerait du Sénat à la fin de 2019, invoquant des problèmes de santé. 
Le gouverneur de Géorgie, Brian Kemp, a nommé la républicaine Kelly Loeffler pour remplacer Isakson jusqu'à ce qu'une élection puisse avoir lieu ; Loeffler a pris ses fonctions le 6 janvier 2020 et a participé aux élections de novembre 2020. D'autres républicains qui ont couru pour le siège incluent Wayne Johnson, ancien directeur de l'exploitation du Bureau de l'aide fédérale aux étudiants, et le représentant américain Doug Collins.
Le scrutin, qui prend la forme en Géorgie d'une primaire ouverte non partisane à deux tours, a lieu le 3 novembre, mais aucun candidat n'a obtenu plus de 50 % des voix, les deux premiers se sont qualifiés pour un second tour le 5 janvier 2021. Les démocrates qui ont couru pour le siège incluent Raphael Warnock, Matt Lieberman, Ed Tarver, et Richard Dien Winfield. D'éminents démocrates nationaux et le Comité sénatorial national démocrate ont approuvé Warnock.
Le scrutin, qui prend la forme en Géorgie d'une Primaire ouverte non partisane à deux tours, a lieu le 3 novembre. Aucun candidat ne remporte la majorité absolue des suffrages. Raphael Warnock et Kelly Loeffler étant arrivés en tête, un second tour a lieu le 5 janvier 2021 pour les départager.
| Candidats                | Candidats                | Partis                   | Premier tour | Premier tour | Second tour | Second tour |
| Candidats                | Candidats                | Partis                   | Voix         | %            | Voix        | %           |
| ------------------------ | ------------------------ | ------------------------ | ------------ | ------------ | ----------- | ----------- |
|                          | Raphael Warnock          | Démocrate                | 1 617 035    | 32,90        | 2 276 218   | 50,96       |
|                          | Kelly Loeffler           | Républicain              | 1 273 214    | 25,91        | 2 190 730   | 49,04       |
|                          | Doug Collins             | Républicain              | 980 454      | 19,95        |             |             |
|                          | Deborah Jackson          | Démocrate                | 324 118      | 6,60         |             |             |
|                          | Matt Lieberman           | Démocrate                | 136 021      | 2,77         |             |             |
|                          | Tamara Johnson-Shealey   | Démocrate                | 106 767      | 2,17         |             |             |
|                          | Jamesia James            | Démocrate                | 94 406       | 1,92         |             |             |
|                          | Derrick Grayson          | Républicain              | 51 592       | 1,05         |             |             |
|                          | Joy Felicia Slade        | Démocrate                | 44 945       | 0,91         |             |             |
|                          | Annette Davis Jackson    | Républicain              | 44 335       | 0,90         |             |             |
|                          | Kandiss Taylor           | Républicain              | 40 349       | 0,82         |             |             |
|                          | Wayne Johnson            | Républicain              | 36 176       | 0,74         |             |             |
|                          | Brian Slowinski          | Libertarien              | 35 431       | 0,72         |             |             |
|                          | Richard Dien Winfield    | Démocrate                | 28 687       | 0,58         |             |             |
|                          | Ed Tarver                | Démocrate                | 26 333       | 0,54         |             |             |
|                          | Allen Buckley            | Indépendant              | 17 954       | 0,37         |             |             |
|                          | John Fortuin             | Vert                     | 15 293       | 0,31         |             |             |
|                          | Al Bartell               | Indépendant              | 14 640       | 0,30         |             |             |
|                          | Valencia Stovall         | Indépendant              | 13 318       | 0,27         |             |             |
|                          | Michael Todd Greene      | Indépendant              | 13 293       | 0,27         |             |             |
|                          |                          |                          |              |              |             |             |
| Votes valides            | Votes valides            | Votes valides            | 4 914 361    |              | 4 466 948   |             |
| Votes blancs et nuls     |                          |                          |              |              |             |             |
| Total                    | Total                    | Total                    |              | 100          |             | 100         |
| Abstention               |                          |                          |              |              |             |             |
| Inscrits / participation | Inscrits / participation | Inscrits / participation | 7 233 584    |              |             |             |

### Idaho
Le républicain Jim Risch a été facilement réélu en 2014. Le 13 août 2019, il a annoncé qu'il briguerait un troisième mandat. L'ancienne candidate au poste de gouverneur, Paulette Jordan, a remporté l'investiture démocrate dans une primaire contre le policier à la retraite Jim Vandermaas.

Le 3 novembre, Jim Risch est réélu.

### Illinois
Le démocrate Dick Durbin, le whip de la minorité sénatoriale, réélu en 2014, brigue un cinquième mandat.
Mark Curran, qui a été shérif du comté de Lake de 2006 à 2018, remporte la primaire républicaine avec 41,5 % des voix et affronte Durbin aux élections générales.
La militante anti-guerre Marilyn Jordan Lawlor et la représentante de l'État Anne Stava-Murray allaient défier Durbin à la primaire démocrate, mais toutes deux se sont retirées.
Les républicains qui ont couru incluent l'homme d'affaires Casey Chlebek, vétéran de la marine américaine et ancien officier de police Peggy Hubbard, vétéran de la guerre du Vietnam, médecin et candidat principal démocrate de 2018 pour le gouverneur de l'Illinois Robert Marshall, Omeed Memar, un dermatologue reconnu coupable de fraude en matière de soins de santé en 2018, Preston Gabriel Nelson, Dean Seppelfrick, et Tom Tarter. 
L'homme d'affaires et candidat à la mairie de Chicago en 2019, Willie Wilson, se présente également en tant que membre du « Willie Wilson Party », avec le soutien d'une poignée d'échevins de Chicago et du Chicago Police Union.
Le 3 novembre, Dick Durbin est réélu.

### Iowa
La républicaine Joni Ernst a été élue en 2014 après avoir passé quatre ans au Sénat de l'Iowa. Elle sollicite un deuxième mandat.
Theresa Greenfield a remporté l'investiture démocrate, battant l'ancien vice-amiral Michael T. Franken, l'avocat Kimberly Graham et l'homme d'affaires Eddie Mauro à la primaire.
La popularité d'Ernst a chuté dans les sondages, prétendument en raison du soutien aux tarifs commerciaux de Trump qui ont eu un impact sur les agriculteurs de l'Iowa. Mais les démocrates ont eu du mal à gagner dans tout l'État de l'Iowa ces dernières années, perdant de peu l'élection du gouverneur en 2018. Donald Trump a remporté l'État de 9 % en 2016 après que Barack Obama l'eut emporté en 2008 et 2012. Les démocrates détiennent dans l'Iowa trois des quatre sièges au Congrès, ramassant deux d'entre eux en 2018. Ernst et Greenfield, candidat pour la première fois, sont au coude à coude pour les élections générales dans les sondages, mais Greenfield manque de reconnaissance de nom, malgré la collecte de plus d'argent qu'Ernst.
Le 3 novembre, Joni Ernst est réélue.

### Kansas
Le républicain Pat Roberts prend sa retraite et ne se représente pas.
L'ancien secrétaire d'État Kris Kobach, le président de la Turnpike Authority de l'État (et ancien chef défensif de Kansas City) Dave Lindstrom, le représentant américain Roger Marshall, le plombier et homme d'affaires Bob Hamilton, le membre du Conseil de l'éducation du Kansas Steve Roberts, la présidente du Sénat de l'État, Susan Wagle et le républicain Brian Matlock ont tous annoncé leur candidature. Wagle s'est ensuite retiré.
Parmi les autres candidats potentiels (qui ne se sont finalement pas présentés) figuraient le procureur général de l'État Derek Schmidt et le riche homme d'affaires et ancien candidat au poste de lieutenant-gouverneur en 2018, Wink Hartman.
Le trésorier de l'État du Kansas, Jake LaTurner, avait précédemment demandé la nomination, mais avait annoncé le 3 septembre 2019 qu'il abandonnerait la course au Sénat pour se présenter à la Chambre des représentants des États-Unis. 
Il y avait beaucoup de spéculations sur une candidature au Sénat de Mike Pompeo (le secrétaire d'État des États-Unis, ancien directeur de la Central Intelligence Agency et ancien représentant des États-Unis pour le 4e district du Congrès du Kansas), mais il ne s'est pas présenté. 
Parmi les démocrates, l'ancienne républicaine devenue sénatrice d'État démocrate Barbara Bollier s'est présentée  et a affronté Robert Tillman, candidat pour le 4e district du Congrès du Kansas en 2012 et candidat en 2016 et 2017. 
L'ancien avocat américain Barry Grissom, maire de Manhattan Usha Reddi, et l'ancienne membre du Congrès Nancy Boyda ont annoncé leur candidature, mais se sont retirés avant la primaire. L'ancienne gouverneure Kathleen Sebelius a refusé de se présenter.
Marshall et Bollier ont remporté leurs primaires et s'affrontent donc aux élections générales.
Le 3 novembre, Roger Marshall est élu pour succéder à Pat Roberts.

### Kentucky
Le républicain sortant Mitch McConnell, qui est leader de la majorité au Sénat depuis 2015 et sénateur du Kentucky depuis 1985, est candidat à sa réélection pour un septième mandat. Il affronte le candidat démocrate : la pilote de chasse des Marines américaines Amy McGrath et le libertarien Brad Barron.
Le 3 novembre, Mitch McConell est réélu.

### Louisiane
Le républicain Bill Cassidy a été élu en 2014 après avoir servi six ans à la Chambre des représentants des États-Unis, battant la démocrate sortante Mary Landrieu. Il se représente. Plusieurs candidats démocrates sont en lice, mais le comité de campagne sénatoriale démocrate a approuvé le maire de Shreveport, Adrian Perkins.

Le scrutin, qui prend la forme en Louisiane d'une Primaire ouverte non partisane à deux tours, a lieu le 3 novembre. Bill Cassidy remporte la majorité absolue dès le premier tour.

### Maine
La républicaine Susan Collins a été réélue largement en 2014. Elle brigue un cinquième mandat.
La verte indépendante, éducatrice et militante Lisa Savage est candidate.
Les démocrates en lice comprennent la présidente de la Chambre des représentants de l'État, Sara Gideon, l'avocat Bre Kidman, et l'activiste et candidate au poste de gouverneur de 2018 Betsy Sweet. Gideon a remporté la nomination.
Collins est au coude à coude avec ou légèrement derrière Gideon dans les sondages. Elle n'a jamais fait face à une élection compétitive au cours de ses 24 années au Sénat, même si le Maine penche pour démocrate, car elle a projeté une image centriste. Mais elle fait face à une impopularité croissante en raison de son bilan de vote de plus en plus conservateur et de ses votes pour confirmer Brett Kavanaugh à la Cour suprême et pour acquitter Donald Trump dans son procès de destitution. Gideon a collecté plus de trois fois plus d'argent que Collins au premier trimestre de 2020.
Le 3 novembre, Susan Collins est réélue.

### Massachusetts
Le démocrate Ed Markey a été réélu en 2014; il a remporté une élection partielle en 2013 pour remplacer le titulaire de longue date John Kerry, qui a démissionné pour devenir secrétaire d'État des États-Unis. Il se représente pour un second mandat.
Joe Kennedy III, représentant américain pour quatre mandats pour le quatrième district du Massachusetts et petit-fils de l'ancien sénateur américain et procureur général des États-Unis, Robert Francis Kennedy, a défié en vain Markey pour la nomination démocrate.
Le célèbre théoricien du complot Shiva Ayyadurai, candidat indépendant au Sénat américain en 2018, s'est présenté sans succès contre l'avocat Kevin O'Connor pour la nomination républicaine.
Le 24 août 2020, Vermin Supreme a lancé une campagne écrite pour l'investiture libertarien, mais a reçu trop peu de votes pour se qualifier pour le scrutin des élections générales.

Le 3 novembre, Ed Markey est réélu.

### Michigan
Le démocrate Gary Peters a été élu en 2014 après avoir passé six ans à la Chambre des représentants des États-Unis. Il brigue un second mandat.
Le candidat au Sénat de 2018, John James, a remporté l'investiture républicaine. Il a fait face à l'opposition symbolique pour l'investiture républicaine du candidat éternel : Bob Carr.
Le Michigan est l'un des États les plus compétitifs aux élections nationales. James est venu de manière inattendue sur le point de renverser l'autre sénateur démocrate du Michigan, Debbie Stabenow, en 2018.

Le 3 novembre, Gary Peters est réélu.

### Minnesota
La démocrate sortante Tina Smith a été nommée au Sénat américain pour remplacer Al Franken en 2018 après avoir servi en tant que lieutenant-gouverneur, et a remporté une élection partielle plus tard en 2018 pour servir le reste du mandat de Franken. Le 11 août, elle a remporté l'investiture démocrate pour un mandat complet.
L'ancien membre du Congrès Jason Lewis est le candidat républicain, après avoir battu les candidats mineurs Cynthia Gail, John Berman, Bob Carney et James Reibestein aux primaires républicaines.
Le 3 novembre, Tina Smith est réélue.

### Mississippi
Le sénateur républicain Thad Cochran a démissionné en avril 2018. Le gouverneur républicain Phil Bryant a nommé la commissaire d'État à l'agriculture Cindy Hyde-Smith pour lui succéder jusqu'à ce qu'une élection partielle puisse avoir lieu plus tard dans l'année. Hyde-Smith a remporté l'élection partielle de novembre 2018 pour remplir le reste du mandat de Cochran, qui se termine en janvier 2021. Hyde-Smith se présente pour un mandat complet. Elle était sans adversaire à la primaire républicaine.
L'ancien secrétaire à l'Agriculture des États-Unis et candidat au Sénat de 2018, Mike Espy, a remporté la primaire démocrate avec 93,1 % des voix.
Le candidat libertarien Jimmy Edwards a également fait le tour des élections générales.
Le 3 novembre, Cindy Hyde-Smith est réélue.

### Montana
Le républicain Steve Daines a été élu en 2014 après avoir passé deux ans à la Chambre des représentants des États-Unis. Il sollicite un deuxième mandat.
Daines est opposé à la primaire républicaine au directeur de la quincaillerie Daniel Larson et l'ancien président démocrate de la Chambre des représentants du Montana, John Driscoll, qui a changé de parti en 2020.
Le gouverneur du Montana sortant Steve Bullock a remporté l'investiture démocrate, battant l'ingénieur nucléaire et vétéran de la marine américaine John Mues.
Les candidats des partis libertarien et vert devaient figurer sur le bulletin de vote pour les élections générales, mais les libertariens ont refusé de nommer un remplaçant après le retrait de leur candidat et la disqualification du candidat des Verts.
Autrefois considéré comme susceptible de rester entre les mains des républicains, le siège de Daines est maintenant compétitif en raison de l'entrée de dernière minute de Bullock. Daines mène Bullock de peu dans les sondages, tandis que Bullock a collecté plus d'argent que Daines. Le Montana a également réélu Jon Tester, un démocrate, au Sénat en 2018, de 4 %. Daines a été élu pour un premier mandat avec une marge confortable en 2014.

Le 3 novembre, Steve Daines est réélu.

### Nebraska
Le républicain Ben Sasse a été élu au Sénat en 2014 après avoir été président de l'Université de Midland. Il brigue un deuxième mandat.
Sasse a battu l'homme d'affaires et ancien président du Parti républicain du comté de Lancaster, Matt Innis, à la primaire républicaine avec 75,2 % des voix.
L'homme d'affaires et candidat au Sénat américain en 2018, Chris Janicek, a remporté la primaire démocrate avec 30,7 % des voix, battant six autres candidats.
Le candidat libertarien Gene Siadek figure également sur le bulletin de vote des élections générales.
Après les élections primaires, le parti démocrate du Nebraska a retiré son soutien à Janicek lorsque des allégations selon lesquelles il aurait harcelé sexuellement un membre du personnel de campagne ont émergé. Janicek a refusé de quitter la course malgré le soutien de l'État partie à son ancien adversaire principal, ce qui a conduit l'ancien membre du Congrès démocrate Brad Ashford à annoncer une campagne write-in le 23 août 2020. Après que Janicek eut juré de rester dans la course de toute façon, Ashford s'est retiré le 27 août, invoquant un manque de temps et de ressources nécessaires pour mener une campagne au Sénat américain. Le Parti démocrtate de l'État a par la suite apporté son soutien à l'activiste de longue date du Nebraska, Preston Love Jr., qui a déclaré une candidature write-in pour le siège.
Le 3 novembre, Ben Sasse est réélu.

### New Hampshire
La démocrate Jeanne Shaheen a été réélue de justesse en 2014. Elle brigue un troisième mandat.
L'ancien général de brigade de l'armée américaine Donald C. Bolduc, le candidat éternel Andy Martin et l'avocat Corky Messner se sont présentés pour l'investiture républicaine. Messner a remporté l'investiture le 8 septembre.
Le libertarien Justin O'Donnell figure sur le bulletin de vote pour les élections générales.
Le 3 novembre, Jeanne Shaheen est réélue.

### New Jersey
Le démocrate Cory Booker a été réélu en 2014 ; il a pris ses fonctions pour la première fois en remportant une élection partir, le en 2013 après avoir été maire de Newark pendant sept ans. Booker a demandé l'investiture de son parti à la présidence des États-Unis en 2020. Bien que l'État lui permette de se présenter simultanément à la présidence et au Sénat, Booker a suspendu sa campagne présidentielle le 13 janvier 2020 et a confirmé son intention de briguer un deuxième mandat au Sénat.
Les candidats républicains comprenaient l'ingénieur Hirsh Singh, la candidate indépendante au Sénat américain en 2018 Tricia Flanagan, la candidate indépendante au Sénat américain en 2018 Natalie Lynn Rivera et Eugene Anagnos. Le parti a finalement nommé un pharmacien, un professeur de droit à l'Université de Georgetown et un avocat Rik Mehta.
La candidate du Parti vert Madelyn Hoffman et deux candidats indépendants figurent également sur le bulletin de vote des élections générales.
Le New Jersey n'a pas élu de sénateur républicain depuis 1972. Booker mène largement dans les sondages.
Le 3 novembre, Cory Booker est réélu.

### Nouveau-Mexique
Le démocrate Tom Udall est le seul sénateur démocrate américain sortant à ne pas se représenter en 2020. Membre de la chambre des représentants  Ben Ray Luján était sans adversaire pour la nomination démocrate.
Pour l'investiture républicaine, l'ancien fonctionnaire du département américain de l'Intérieur Gavin Clarkson et la  directrice exécutive de l'Alliance pour la vie du Nouveau-Mexique Elisa Martinez, se sont présentés. Ils ont perdu lors de la primaire face à l'ancien météorologue en chef de la chaîne locale KRQE, Mark Ronchetti. Le libertartien Bob Walsh figure également sur le bulletin de vote des élections générales.
Le 3 novembre, Ben Ray Luján est élu pour succéder à Tom Udall, avec 6 points d'avance.

### Oklahoma
Le républicain James Inhofe a été facilement réélu en 2014. Il brigue un cinquième mandat.
J.J. Stitt : un fermier et propriétaire d'un magasin d'armes, Neil Mavis : un ancien candidat du Parti libertarien et John Tompkins ont défié en vain Inhofe pour l'investiture républicaine.
Les démocrates dans la course à l'investiture comprenaient l'avocate Abby Broyles, la candidate pérenne Sheila Bilyeu, la candidate au 5e district du Congrès 2018 : Elysabeth Britt et Joe Cassity Jr. Broyles a remporté la nomination.
Le candidat libertarien Robert Murphy et deux indépendants figurent également sur le bulletin de vote des élections générales.
L'Oklahoma est l'un des États les plus solidement républicains et Inhofe mène largement dans les sondages
Le 3 novembre, Jim Inhofe est réélu.

### Oregon
Le démocrate Jeff Merkley a été réélu avec une marge confortable en 2014. Merkley, qui était considéré comme un possible candidat à la présidentielle de 2020, brigue plutôt un troisième mandat au Sénat et n'a pas eu d'adversaire à la primaire démocrate. Il a également reçu les investitures du Parti indépendant de l'Oregon et du Working Families Party.
Le Sénat américain de 2014 et le candidat à la Chambre des représentants des États-Unis en 2018, Jo Rae Perkins, est le candidat républicain[Quoi ?], battant trois autres candidats avec 49,29 % des voix à la primaire républicaine. Elle soutient QAnon.
Ibrahim Taher est également sur le bulletin de vote des élections générales, représentant le Parti vert du Pacifique et le Parti progressiste de l'Oregon. Gary Dye représente le Parti libertarien.
Le 3 novembre, Jeff Merkley est réélu.

### Rhode Island
Le démocrate Jack Reed a été facilement réélu en 2014. Il brigue un cinquième mandat et n'a pas eu d'adversaire à la primaire démocrate. 
Le consultant en investissement Allen Waters était sans adversaire pour l'investiture républicaine.
Un candidat indépendant s'est présenté aux élections.
Le 3 novembre, Jack Reed est réélu.

### Tennessee
Le républicain Lamar Alexander a été réélu en 2014. Il a annoncé en décembre 2018 qu'il ne briguerait pas un autre mandat.
Aidé par une approbation de Trump, l'ancien ambassadeur au Japon Bill Hagerty a remporté l'investiture républicaine. Le chirurgien orthopédiste Manny Sethi a également couru pour l'investiture , comme l'ont fait 13 autres républicains.
James Mackler, un vétéran de la guerre en Irak et avocat de Nashville, a couru pour l'investiture démocrate avec le soutien du Comité de campagne sénatoriale démocrate mais a été bouleversé dans la primaire par l'activiste environnementale Marquita Bradshaw de Memphis.
Neuf candidats indépendants figurent également sur le bulletin de vote des élections générales.
Le 3 novembre, Bill Hagerty est élu pour succéder à Lamar Alexander.

### Texas
Le républicain John Cornyn a été réélu en 2014 avec une large marge et cherche à obtenir un quatrième mandat. Il a battu quatre candidats à la primaire républicaine avec 76,04 % des voix.
Les démocrates MJ Hegar, un vétéran du combat de l'Armée de l'air qui était le candidat démocrate 2018 pour le 31e district du Congrès du Texas, et le sénateur d'État Royce West étaient les deux meilleurs obtenteurs de voix dans un champ de 13 candidats à la primaire démocrate et ont avancé à une élection primaire le 14 juillet pour décider de la nomination. Hegar l'a finalement emporté.
Les partis verts et libertairien figurent également sur le bulletin de vote des élections générales. Les candidats du Parti des droits de l'homme et du Parti du peuple pour la politique et trois indépendants ne se sont pas qualifiés.
Les courses dans tout l'État du Texas sont devenues plus compétitives ces dernières années, et les sondages ont donné à Cornyn une avance de 4 à 10 points sur Hegar, avec une fraction importante de l'électorat toujours indécise.
Le 3 novembre, John Cornyn est réélu.

### Virginie
Le démocrate Mark Warner a été réélu avec une marge très étroite en 2014 après avoir gagné facilement en 2008. Il brigue un troisième mandat et n'a pas eu d'adversaire à la primaire démocrate.
Les républicains ont investi le professeur et vétéran de l'armée américaine Daniel Gade. La primaire comprenait également l'enseignante Alissa Baldwin et le vétéran de l'armée américaine et officier du renseignement Thomas Speciale.
Le 3 novembre, Mark Warner est réélu.

### Virginie-Occidentale
La républicaine Shelley Moore Capito a été facilement élue après avoir passé 14 ans à la Chambre des représentants des États-Unis. Elle a été contestée sans succès dans la primaire républicaine par le fermier Larry Butcher et Allen Whitt, président du Conseil de politique familiale de Virginie-Occidentale.
La militante écologiste Paula Jean Swearengin, candidate au Sénat américain en 2018, a remporté la primaire démocrate, battant l'ancien maire de South Charleston Richie Robb et l'ancien sénateur d'État Richard Ojeda, candidat à la Chambre des représentants des États-Unis au 3e district de Virginie-Occidentale district en 2018 et brièvement candidat à la présidentielle 2020. Le candidat libertarien David Moran figure également sur le bulletin de vote des élections générales.
Le 3 novembre, Shelley Moore Capito est réélue.

### Wyoming
Le républicain Mike Enzi a été réélu en 2014 et a annoncé en mai 2019 qu'il ne se représenterait pas.
Cynthia Lummis remporte la primaire républicaine.
Merav Ben-David, la directrice du département de zoologie et de physiologie de l'Université du Wyoming a ensuite battu l'activiste communautaire Yana Ludwig, le directeur du groupe de réflexion Nathan Wendt, l'activiste communautaire James DeBrine et les candidats pérennes Rex Wilde et Kenneth R. Casner pour l'investiture démocrate.
Le 3 novembre, Cynthia Lummis est élue pour succéder à Mark Enzi.

## Analyse
Le scrutin s'avère particulièrement serré, les démocrates et leurs alliés indépendants obtenant 48 sièges, à égalité avec les républicains. Les deux sièges de sénateurs de la Géorgie se retrouvent en ballotage pour des second tours décisifs le 5 janvier 2021. Avec la victoire de Joe Biden à la présidentielle, la présidence du Sénat doit revenir à sa colistière Kamala Harris, permettant une éventuelle majorité démocrate si le « parti de l'âne » remporte les deux sièges géorgiens.